# Claudie Lange
Claudie Lange, parfois créditée comme Candice Lagen ou Claudia Lange ou encore Claudine Lange, née en 1944 est une actrice et mannequin belge.

## Biographie
Elle débute sur les écrans pendant des vacances à Rome, grâce à Federico Fellini, qui lui donne un petit rôle non crédité dans Juliette des esprits.
Elle apparaît dans divers films historiques tels que La Bible (1966), de John Huston, et dans des comédies à l'italienne, telles que À l'italienne, de Nanni Loy, dans le segment La Famille.
Elle a ensuite joué surtout dans les films de Série B, des films de genre, du style péplum, poliziottesco, film d'horreur et comédie érotique italienne.
Elle pose dans la revue Playmen (en particulier dans les numéros 8 et 9 de 1969).

## Filmographie
- 1964 : Les Invincibles Frères Maciste (Gli invincibili fratelli Maciste), de Roberto Mauri : reine Thaliade
- 1965 : Juliette des esprits (Giulietta degli spiriti), de Federico Fellini (non créditée)
- 1965 : Les Complexés, segment Le Complexe de l'esclave nubienne, de Franco Rossi : Erminia Beozi, la femme du professeur
- 1965 : À l'italienne, de Nanni Loy, dans le segment La Famille : maîtresse de Silvio
- 1966 : James Tont operazione D.U.E., de Bruno Corbucci : Clarissa
- 1966 : La Bible (The Bible: In the beginning...), de John Huston : femme de Nimrod
- 1966 : La Femme du désert (Gli amori di Angelica), de Luigi Latini De Marchi : Angelica
- 1967 : Erotes sti Lesvo, de Jiří Sequens
- 1967 : Agente segreto 777 - Invito ad uccidere (it), d'Enrico Bomba : Elsie
- 1967 : Flashman contre les hommes invisibles, de Mino Loy : Helene Alika (en VO)
- 1967 : È stato bello amarti (it), d'Adimaro Sala (it) : Eleonora
- 1968 : Los machos (Uno di più all'inferno), de Giovanni Fago : Liz
- 1968 : Le Jour de la haine (Per 100.000 dollari t'ammazzo), de Giovanni Fago : Anne
- 1968 : Avec Django, ça va saigner (Quel caldo maledetto giorno di fuoco), de Paolo Bianchini : Martha Simpson
- 1969 : Erotic Story (it) (Una storia d'amore, de Michele Lupo : Ghita
- 1969 : La pelle a scacchi (Il distacco), d'Adimaro Sala : Claudine
- 1969 : Double Jeu (it) (Crossplot), d'Alvin Rakoff
- 1970 : Il divorzio, de Romolo Girolami :  Sandra, épouse d'Umberto
- 1971 : Mazzabubù... Quante corna stanno quaggiù?, de Mariano Laurenti
- 1971 : Quickly... spari e baci a colazione, d'Alberto Cavallone
- 1971 : Nuits d'amour et d'épouvante (La morte cammina con i tacchi alti), de Luciano Ercoli : Vanessa Matthews
- 1972 : Mon cheval, mon colt, ta veuve (Tu fosa será la exacta... amigo), de Juan Bosch Palau : Deborah
- 1972 : La mort caresse à minuit (La morte accarezza a mezzanotte), de Luciano Ercoli : Verushka Wuttenberg
- 1973 : La Punition, de Pierre-Alain Jolivet : Françoise[1]
- 1974 : Roma d'Enrico Colosimo : Elena